# WWE Bragging Rights
WWE Bragging Rights fue un evento anual de pago por visión producido por la empresa de lucha libre profesional World Wrestling Entertainment (WWE) durante el mes de octubre en 2009 y 2010. La temática del evento era el enfrentamiento entre luchadores de las dos marcas de la WWE (RAW y SmackDown).
Bragging Rights fue incorporado a la programación de PPVs de la WWE en 2009, reemplazando a Cyber Sunday como el evento de fines del mes de octubre, pero fue reemplazado en 2011 por Vengeance como evento del mes de octubre.

## Ediciones

### 2009
Bragging Rights 2009 tuvo lugar el 25 de octubre de 2009 desde el Mellon Arena en Pittsburgh, Pensilvania. El tema oficial del evento fue "Step Up (I'm On It)" de Maylene and the Sons of Disaster.

#### Resultados
- Dark match: Christian derrotó a Paul Burchill, reteniendo el Campeonato de la ECW.
  - Christian cubrió a Burchill después de un "Killswitch".
- El Campeón de los Estados Unidos de la WWE The Miz  (representando a RAW) derrotó al Campeón Intercontinental de la WWE John Morrison (representando a SmackDown) (10:54)[2]
  - The Miz cubrió a Morrison después de derribarlo de las cuerdas.
  - Este combate enfrentaba a las marcas RAW y SmackDown
  - Tanto el título de Miz como el de Morrison no estaban en juego.
- SmackDown Divas (Michelle McCool, Beth Phoenix & Natalya) derrotaron a RAW Divas (Melina, Kelly Kelly & Gail Kim) (6:54)[3]
  - Phoenix cubrió a Melina después de un "Glam Slam".
  - Este combate enfrentaba a las marcas RAW y SmackDown
- The Undertaker derrotó a CM Punk, Rey Mysterio y Batista reteniendo el Campeonato Mundial Peso Pesado (10:00)[4]
  - Undertaker cubrió a Batista después de un "Tombstone Piledriver".
  - Después de la lucha Batista atacó a Mysterio, cambiando a heel.
- Team SmackDown (Chris Jericho (cocapitán), Kane (cocapitán), R-Truth, Finlay, The Hart Dynasty (David Hart Smith & Tyson Kidd) & Matt Hardy) derrotó a Team RAW (D-Generation X (Triple H & Shawn Michaels)(co-capitanes), Cody Rhodes, The Big Show, Kofi Kingston, Jack Swagger & Mark Henry) (15:34)[5]
  - Jericho cubrió a Kingston después de una "Chokeslam" de Big Show.
- John Cena derrotó a Randy Orton en un Anything Goes 60-minutes Ironman Match ganando el Campeonato de la WWE (1:00:00)[6]
  - Cena ganó con un 6-5.
  - Cena forzó a rendirse a Orton con un "STF". (1-0) (3:52)
  - Orton cubrió a Cena después de un "RKO". (1-1) (8:59)
  - El árbitro hizo una doble cuenta de 3 cuando Cena y Orton hicieron un "Attitude Adjustment" y un "RKO" a la vez. (2-2) (16:45)
  - Cena cubrió a Orton después de "Attitude Adjustment" desde la segunda cuerda. (3-2) (19:22)
  - Orton cubrió a Cena con un "Dream Street" de Ted DiBiase. (3-3) (20:41)
  - Orton cubrió a Cena después de lanzarle contra el escenario. (3-4) (25:20)
  - Cena cubrió a Orton con un "Inside Cradle". (4-4) (32:44)
  - Orton cubrió a Cena después de un "DDT" hacia fuera del ring. (4-5) (35:03)
  - Cena cubrió a Orton con un "Attitude Adjustment" en la mesa de comentaristas. (5-5) (50:45)
  - Cena forzó a rendirse a Orton con el "STF". (6-5) (59:55)
  - Durante la lucha, Cody Rhodes y Ted DiBiase interfirieron a favor de Orton, pero Kofi Kingston los sacó del ring e intervino a favor de Cena.
  - Si Orton perdía, no volvería a tener un combate por el WWE Championship mientras John Cena fuera el campeón.
  - Si Cena perdía, debía abandonar Raw y debería irse a SmackDown.

### 2010
Bragging Rights 2010 tuvo lugar el 24 de octubre de 2010 desde el Target Center en Minneapolis, Minnesota. El tema del evento fue "It's Your Last Shot" de Politics and Assassins.

#### Resultados
- Dark Match: Montel Vontavious Porter derrotó a Chavo Guerrero
  - MVP cubrió a Guerrero después de un "Drive By Kick".
- El Campeón de los Estados Unidos Daniel Bryan (representando a RAW) derrotó al Campeón Intercontinental Dolph Ziggler (representando a SmackDown) (con Vickie Guerrero) (16:16)[8]
  - Bryan forzó a Ziggler a rendirse con el "LeBell Lock".
  - Este combate enfrentaba a las marcas RAW y SmackDown.
  - Ninguno de los dos campeonatos estuvieron en juego.
- The Nexus (David Otunga & John Cena) derrotaron a Cody Rhodes & Drew McIntyre ganando el Campeonato en Parejas de la WWE (6:26)[9]
  - Cena forzó a Rhodes a rendirse con el "STF".
  - Después de la lucha Cena le aplicó un "Attitude Adjustment" a Otunga.
- Ted DiBiase (con Maryse) derrotó a Goldust (con Aksana) (7:29)[10]
  - DiBiase cubrió a Goldust después de un "DDT".
  - Después de la lucha, Goldust atacó a DiBiase y se llevó el Campeonato del Millón de Dólares.
- Layla (con Michelle McCool) derrotó a Natalya reteniendo el Campeonato de Divas de la WWE (4:51).[11]
  - Layla cubrió a Natalya después de una "Simply Flawless" de McCool.
- Kane (con Paul Bearer) derrotó a The Undertaker en un Buried Alive Match reteniendo el Campeonato Mundial Peso Pesado. (17:00)[12]
  - Kane ganó el combate tras enterrar a The Undertaker debido a la interferencia de The Nexus.
  - Durante la lucha, The Nexus interfirió a favor de Kane.
  - Como resultado, The Undertaker no podrá hacer revancha mientras que Kane siga siendo el campeón.
  - Esta fue la última lucha de the Undertaker  como luchador a tiempo completo
- Team SmackDown (The Big Show (capitán), Rey Mysterio, Jack Swagger, Edge, Alberto Del Rio, Tyler Reks & Kofi Kingston) (con Hornswoggle) derrotó al Team Raw (The Miz (capitán), Santino Marella, R-Truth, John Morrison, Sheamus, CM Punk & Ezekiel Jackson) (con Alex Riley) en un 7-on-7 Elimination Tag Team match . (27:13)[13]

| Eliminación | Luchador                               | Equipo                                 | Eliminado por                          | Técnica de eliminación                 | Tiempo                                 |
| ----------- | -------------------------------------- | -------------------------------------- | -------------------------------------- | -------------------------------------- | -------------------------------------- |
| 1           | Santino Marella                        | RAW                                    | Tyler Reks                             | Burning Hammer                         | 02:36                                  |
| 2           | Kofi Kingston                          | SmackDown                              | Sheamus                                | High Cross                             | 06:49                                  |
| 3           | Jack Swagger                           | SmackDown                              | John Morrison                          | Starship Pain                          | 13:04                                  |
| 4           | Tyler Reks                             | SmackDown                              | Sheamus                                | Brogue Kick                            | 14:22                                  |
| 5           | Sheamus                                | RAW                                    | N/A                                    | Cuenta fuera                           | 15:17                                  |
| 6           | The Big Show                           | SmackDown                              | N/A                                    | Cuenta fuera                           | 15:17                                  |
| 7           | R-Truth                                | RAW                                    | Edge                                   | Spear                                  | 16:31                                  |
| 8           | John Morrison                          | RAW                                    | Edge                                   | Spear                                  | 16:57                                  |
| 9           | Alberto Del Rio                        | SmackDown                              | CM Punk                                | Argentine Roll-Up                      | 17:51                                  |
| 10          | CM Punk                                | RAW                                    | Rey Mysterio                           | 619 y Springboard Splash               | 23:54                                  |
| 11          | Ezekiel Jackson                        | RAW                                    | Rey Mysterio                           | 619 y Springborad Splash               | 26:01                                  |
| 12          | The Miz                                | RAW                                    | Edge                                   | Spear                                  | 27:31                                  |
| Ganadores:  | Edge & Rey Mysterio (Equipo SmackDown) | Edge & Rey Mysterio (Equipo SmackDown) | Edge & Rey Mysterio (Equipo SmackDown) | Edge & Rey Mysterio (Equipo SmackDown) | Edge & Rey Mysterio (Equipo SmackDown) |

- Wade Barrett (con John Cena) derrotó al Campeón de la WWE Randy Orton por descalificación. (14:58)[14]
  - Orton fue descalificado después de que Cena le hiciera un "Attitude Adjustment" a Barrett.
  - Como consecuencia Orton retuvo el campeonato.
  - Durante la lucha, The Nexus interfirieron a atacar a Orton mientras que Cena atacó a The Nexus.
  - Después de la lucha, Orton aplicó un "RKO" a Cena y a Barrett.
  - Si Barrett perdía la lucha Cena sería despedido de la WWE.